# Constança Manuel, Duquesa de Tancos
Constança Manuel (1719 - 29 de Agosto de 1791) foi uma nobre portuguesa, 7.ª condessa de Atalaia, 2.ª marquesa de Tancos desde 1761, e duquesa de Tancos desde 1790 até à sua morte.
Com a morte do seu pai João Manuel de Noronha, 6.º conde da Atalaia e 1.º marquês de Tancos, sucedeu-lhe em todos os senhorios, alcaidarias-mores e comendas.
O título de condessa de Atalaia foi renovado por D. João V de Portugal em carta de 2 de Fevereiro de 1746 e elevada a marquesa por D. José I de Portugal por carta de 14 de Setembro de 1768.
Casou em 8 de Fevereiro de 1746 com o seu tio materno D. Duarte António da Câmara (13 de Outubro de 1693 - 29 de Junho de 1779), 5.º conde de Aveiras pelo seu primeiro casamento com a 5.ª condessa de Aveiras, 2.º marquês de Tancos por este casamento.
D. Duarte era filho do 2.º conde da Ribeira Grande e serviu no exército como voluntário no Alentejo desde 1709. Foi tenente-general, conselheiro de Guerra, governador das Armas do Alentejo, depois da Estremadura, deputado da Junta dos Três Estados, gentil-homem da casa do infante D. Francisco, veador da rainha D. Maria Ana, gentil-homem da Câmara de El-Rei.
O título de marquês foi tornado extensivo ao marido por carta do dia do casamento, por D. João V, sendo-lhe concedido acrescentamento por uma vida no título a 15 de Maio de 1777 por D. Maria I. Da união nasceu uma filha em 5 de Outubro de 1753, D. Domingas Manuel de Noronha, que lhe sucederia em todos os senhorios, alcaidarias-mores e comendas.
Enviuvando, foi camareira-mor da rainha D. Maria I de Portugal e elevada, em virtude dessa circunstância, a duquesa de Tancos, por carta de 22 de Abril de 1790.